# Coosada
Coosada és una població dels Estats Units a l'estat d'Alabama. Segons el cens del 2000 tenia 1.382 habitants.

## Demografia
Segons el cens del 2000, Coosada tenia 1.382 habitants, 472 habitatges, i 370 famílies. La densitat de població era de 75,7 habitants/km².
Dels 472 habitatges en un 39% hi vivien nens de menys de 18 anys, en un 58,3% hi vivien parelles casades, en un 15% dones solteres, i en un 21,6% no eren unitats familiars. En el 19,3% dels habitatges hi vivien persones soles el 7,8% de les quals corresponia a persones de 65 anys o més que vivien soles. El nombre mitjà de persones vivint en cada habitatge era de 2,93 i el nombre mitjà de persones que vivien en cada família era de 3,38.
Per edats la població es repartia de la següent manera: un 31,9% tenia menys de 18 anys, un 8,2% entre 18 i 24, un 29,1% entre 25 i 44, un 20,5% de 45 a 60 i un 10,3% 65 anys o més.
L'edat mediana era de 32 anys. Per cada 100 dones hi havia 95,8 homes. Per cada 100 dones de 18 o més anys hi havia 90,1 homes.
La renda mediana per habitatge era de 39.405 $ i la renda mediana per família de 44.118 $. Els homes tenien una renda mediana de 30.444 $ mentre que les dones 22.411 $. La renda per capita de la població era de 16.219 $. Aproximadament el 7,7% de les famílies i el 10,9% de la població estaven per davall del llindar de pobresa.

## Poblacions més properes
El següent diagrama mostra les poblacions més properes.